# Gabriel Marinakis
Gabriel Marinakis ou Higoumène Gabriel (en grec : Γαβριήλ Μαρινάκης) est un religieux et un résistant crétois.
Né au village de Margaritès dans le nome de Rethymnon vers 1826, il est conduit très jeune au monastère d'Arkadi où lui est dispensée son éducation de base. Il en devient higoumène dans les dernières années de sa vie.
Partisan de la libération de la Crète de l'occupation ottomane, et du rattachement de l'île à la Grèce, il accueille dans son monastère le Comité révolutionnaire de la région de Rethymnon au cours de la révolte crétoise de 1866-1869.
Refusant de déposer les armes face aux injonctions d'Ismail Pacha, ce dernier fait attaquer le monastère. Gabriel Marinakis meurt lors des combats des 8 et 9 novembre opposant les rebelles crétois aux Turcs. La tradition veut que ce soit lui qui ait mis le feu aux barils de poudre du monastère causant ainsi la mort de centaines de Crétoises et de Crétois, en majorité des femmes et des enfants (mais aussi de soldats turcs), plutôt que de se rendre et de risquer de vouer les prisonniers et prisonnières à l'esclavage et à la prostitution. Il semble cependant que l'higoumène soit mort avant cet événement tragique, peut-être dès le premier jour des combats.

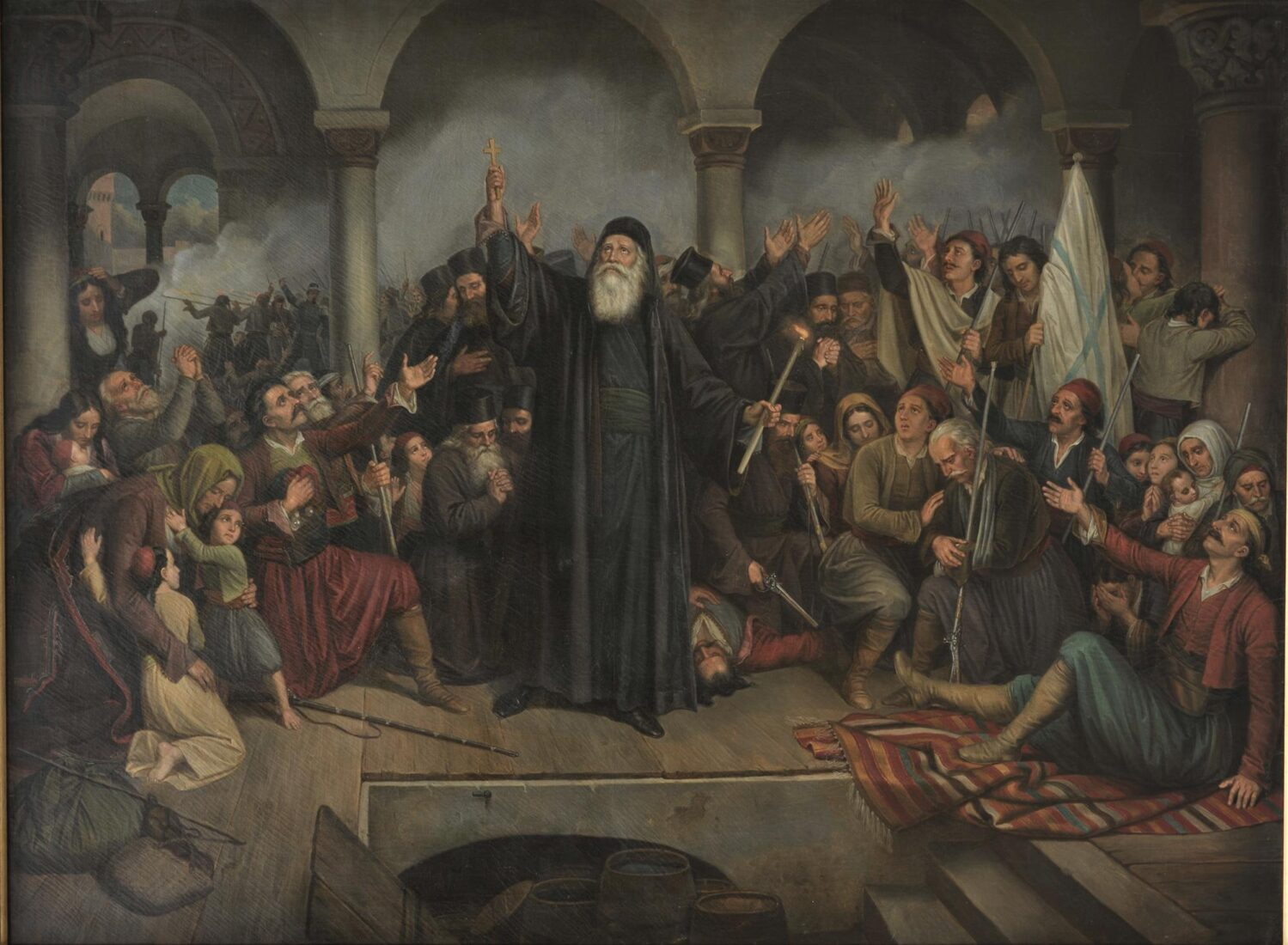
Peinture de l'instant précédant l'holocauste du monastère d'Arkadi, figurant l'higoumène Gabriel au centre du suicide collectif. Tableau exposé au monastère restauré.